# Risposte internazionali all'Olocausto
Per risposte internazionali all'Olocausto si intendono le critiche mosse negli anni successivi all'Olocausto verso i più importanti governi nazionali, organismi internazionali e leader mondiali per non aver intrapreso azioni efficaci e appropriate per salvare le milioni di vittime tra ebrei europei, rom e le altre vittime dell'Olocausto.
I più critici affermano che tale intervento, in particolare da parte dei governi alleati, avrebbe potuto salvare un numero considerevole di persone e avrebbe potuto essere realizzato senza impiegare risorse significative destinate allo sforzo bellico. Altri ricercatori hanno contestato queste critiche, sostenendo che il pensiero per cui gli Alleati non hanno intrapreso alcuna azione sia un mito, che gli Alleati abbiano accettato tanti immigrati ebrei tedeschi quanti ne avevano consentito i nazisti, e che l'azione militare teorica degli Alleati, come il bombardamento del campo di concentramento di Auschwitz, avrebbe salvato la vita a pochissime persone. Altri invece affermano che le limitate informazioni a disposizione degli Alleati, che fino all'ottobre 1944 non conoscevano né l'ubicazione di molti campi di sterminio nazisti né destinazione d'uso dei vari edifici presenti all'interno dei campi identificati, abbiano reso impossibile un bombardamento di precisione.

## Stati alleati

### Regno Unito
Nel 1939 erano già fuggiti dalla Germania circa 304.000 dei circa 522.000 ebrei tedeschi, di cui 60.000 verso il mandato britannico della Palestina (compresi gli oltre 50.000 che avevano approfittato dell'Accordo dell'Haavara, l'accordo di "trasferimento" tra sionisti tedeschi e nazisti), ma le quote britanniche per l'immigrazione limitarono il numero di emigranti ebrei in Palestina. Nel marzo 1938 Hitler annesse l'Austria e in questo modo rese i 200.000 ebrei austriaci dei rifugiati apolidi. A settembre i governi sia britannico che francese concessero alla Germania il diritto di occupare i Sudeti della Cecoslovacchia, e nel marzo del 1939 Hitler occupò il resto del paese, rendendo così apolidi ulteriori 200.000 ebrei.
Nel 1939, come affermato anche nel Libro bianco del 1939, la politica britannica limitò il flusso migratorio ebraico in Palestina a 75.000 persone per i successivi cinque anni, dopodiché il paese sarebbe diventato uno stato indipendente con le proprie regole. Il governo britannico aveva offerto case ai bambini ebrei immigrati e proposto il Kenya quale rifugio alternativo, ma si rifiutò di sostenere politicamente uno stato ebraico o di facilitare l'insediamento ebraico, contrariamente ai termini del mandato della Società delle Nazioni sulla Palestina.
Prima, durante e dopo la guerra il governo britannico limitò l'immigrazione ebraica in Palestina in modo da evitare una reazione negativa da parte degli arabi palestinesi. Nell'estate del 1941, tuttavia, Chaim Weizmann stimò che con il divieto britannico all'immigrazione ebraica, quando la guerra sarebbe finita ci sarebbero voluti due decenni per portare 1,5 milioni di ebrei in Palestina dall'Europa attraverso l'immigrazione clandestina; David Ben-Gurion aveva inizialmente creduto che il trasferimento di 3 milioni di persone potesse richiedere dieci anni. In questo modo la Palestina, una volta iniziata la guerra, non avrebbe potuto salvare nient'altro che una piccola parte degli ebrei assassinati dai nazisti.
Il governo britannico, insieme a tutti i paesi membri delle Nazioni Unite, ricevette le prove raccolte dal governo polacco in esilio sui tentativi nazisti di sterminare gli ebrei europei già nel 1942. Il rapporto intitolato "Lo sterminio di massa degli ebrei nella Polonia occupata dai tedeschi" fornisce un resoconto dettagliato delle condizioni di vita nei ghetti e della loro successiva liquidazione. Inoltre il ministro degli Esteri Anthony Eden incontrò Jan Karski, corriere della resistenza polacca che, essendo stato introdotto di nascosto nel ghetto di Varsavia dalla resistenza ebraica, oltre ad aver figurato come guardia estone nel campo di transito di Bełżec, fornì i resoconti dettagliati dei testimoni oculari delle atrocità naziste contro gli ebrei.
Questi sforzi portarono alla Dichiarazione congiunta interalleata del 17 dicembre 1942 che rese pubblico e condannò lo sterminio di massa degli ebrei nella Polonia occupata dai nazisti. La dichiarazione fu letta alla Camera dei Comuni britannica dal ministro degli Esteri Anthony Eden e poi pubblicata in prima pagina sul New York Times e su molti altri quotidiani. La BBC mandò in onda due trasmissioni sulla soluzione finale durante la guerra: la prima alle 9 del 17 dicembre 1942, sulla Dichiarazione congiunta delle Nazioni Unite, letta dal ministro degli Esteri polacco in esilio Edward Raczynski; la seconda nel maggio 1943, il resoconto di Jan Karski, testimone oculare delle esecuzioni di massa degli ebrei, letto da Arthur Koestler.
Nonostante tutto, alla retorica politica e alla cronaca pubblica non seguì un'azione militare da parte del governo britannico, un'omissione che è stata fonte di un significativo dibattito storico successivo.

### USA
Inizialmente gli Stati Uniti si rifiutarono di accettare i rifugiati ebrei. Tra il 1933 e il 1945 ne accolsero più di ogni altro Paese: circa 132.000 persone, subendo le critiche per non averne fatti entrare di più.
A Washington il presidente Roosevelt, sensibile all'importanza del suo collegio elettorale ebraico, si consultò con i leader ebrei: seguì il loro consiglio di non enfatizzare l'Olocausto per paura di incitare all'antisemitismo anche negli Stati Uniti. Gli storici sostengono che dopo Pearl Harbor «Roosevelt e i suoi consiglieri sia militari che diplomatici cercarono di unire la nazione e stemperare la propaganda nazista evitando l'apparenza di combattere una guerra per gli ebrei. Non tolleravano alcuna iniziativa potenzialmente divisiva o divergente dalla loro campagna per vincere la guerra nel modo più rapido e decisivo possibile [...] Il successo sul campo di battaglia, credevano Roosevelt e i suoi consiglieri, era l'unico modo sicuro per salvare gli ebrei sopravvissuti d'Europa».

### Unione Sovietica
L'Unione Sovietica fu invasa e parzialmente occupata dalle forze dell'Asse. Un numero variabile tra 300.000 e 500.000 ebrei sovietici prestarono servizio nell'Armata Rossa durante il conflitto. Il Comitato Ebraico Antifascista, istituito nel 1941, fu attivo nella propaganda dello sforzo bellico sovietico, ma al tempo stesso fu trattato con sospetto. La stampa sovietica, strettamente censurata, spesso oscurava deliberatamente la particolare motivazione antiebraica dell'Olocausto.

## Governi Alleati in esilio

### Polonia
I nazisti costruirono la maggior parte dei loro campi di sterminio nella Polonia occupata, che aveva una popolazione ebraica pari a 3,3 milioni di persone. Dal 1941 in poi il governo polacco in esilio a Londra svolse un ruolo essenziale nel rivelare i crimini nazisti fornendo agli Alleati alcuni dei primi e più accurati resoconti dell'Olocausto in corso. Intitolato "Lo sterminio di massa degli ebrei nella Polonia occupata dai tedeschi", il rapporto forniva un rapporto dettagliato sulle condizioni nei ghetti e la loro successiva liquidazione. I suoi rappresentanti, come il ministro degli Esteri conte Edward Raczyński e il corriere del movimento clandestino polacco Jan Karski, chiesero un'azione incisiva per fermarlo, ma non ebbero successo: in particolare, Jan Karski incontrò il ministro degli Esteri britannico Anthony Eden e il presidente degli Stati Uniti Franklin D. Roosevelt, fornendo i resoconti dei testimoni oculari dell'Olocausto. Roosevelt lo ascoltò ma sembrò disinteressato; chiese informazioni sulle condizioni dei cavalli polacchi ma non fece alcuna domanda sugli ebrei.
Il rapporto che Raczyński inviò il 10 dicembre 1942 a tutti i governi delle Nazioni Unite fu la prima denuncia ufficiale dello sterminio di massa e dell'obiettivo nazista di annientamento totale della popolazione ebraica. Fu anche il primo documento ufficiale che individuò le sofferenze degli ebrei europei in quanto ebrei e non solo come cittadini dei rispettivi paesi di origine.
Questo rapporto e gli sforzi del governo polacco portarono alla Dichiarazione Congiunta dei membri delle Nazioni Unite del 17 dicembre 1942, rendendo pubblico e condannando lo sterminio di massa degli ebrei nella Polonia occupata dai tedeschi. La dichiarazione fu letta alla Camera dei Comuni britannica in un discorso del ministro degli Esteri Anthony Eden e pubblicata in prima pagina sul New York Times e molti altri giornali. La BBC mandò in onda due trasmissioni sulla soluzione finale, preparate insieme al governo polacco in esilio.
Questi sforzi non furono seguiti da un'azione militare delle nazioni Alleate. Durante un'intervista con Hannah Rosen nel 1995, Karski riferì del fallimento nel salvare la maggior parte degli ebrei dall'omicidio di massa: "Gli alleati consideravano impossibile e troppo costoso salvare gli ebrei. Gli ebrei furono abbandonati da tutti i governi, le gerarchie ecclesiastiche e le società, ma migliaia di ebrei sopravvissero perché migliaia di individui in Polonia, Francia, Belgio, Danimarca, Olanda contribuirono a salvare gli ebrei".
Durante il periodo dell'occupazione furono uccisi 3 milioni di ebrei polacchi. Ciò rappresentò il 90 per cento della popolazione ebraica prebellica e la metà di tutti gli ebrei uccisi nell'Olocausto. Inoltre i nazisti ripulirono etnicamente altri 1,8-2 milioni di polacchi, portando il bilancio delle vittime dell'Olocausto in Polonia a 4,8-5 milioni di persone. Dopo la guerra la Polonia sfidò i desideri sia del governo alleato che di quello sovietico, consentendo l'emigrazione ebraica in Palestina. Circa 200.000 ebrei si avvalsero di questa opportunità, e in Polonia ne rimasero solo circa 100.000.

## Stati neutrali

### Portogallo
Il Portogallo fu governato dal 1933 da un regime politico autoritario guidato da António de Oliveira Salazar, che era influenzato dai regimi fascisti contemporanei, ma aveva la particolarità di non includere esplicitamente l'antisemitismo nella propria ideologia. Nonostante ciò, nel 1938 il Portogallo introdusse misure di immigrazione che discriminavano i rifugiati ebrei. Le regole sul rilascio dei visti di transito furono ulteriormente inasprite al momento dell'invasione tedesca della Francia nel maggio-giugno 1940. Aristides de Sousa Mendes, console a Bordeaux, rilasciò un gran numero di visti ai rifugiati, compresi gli ebrei in fuga dall'avanzata tedesca, ma in seguito fu ufficialmente sanzionato per le sue azioni.
Sebbene a pochi ebrei fosse permesso di stabilirsi in Portogallo, 60.000-80.000 rifugiati passarono attraverso il paese che, soprattutto prima del 1942, fu un'importante via di fuga verso il Regno Unito e gli Stati Uniti. Un certo numero di importanti agenzie umanitarie ebraiche fu autorizzato a stabilire sede a Lisbona.
Dal 1941 il ministero degli Affari esteri portoghese riceveva informazioni dai consoli nell'Europa occupata dai tedeschi sull'escalation della persecuzione degli ebrei. Lo storico Filipe Ribeiro de Meneses scrive che essa fu comunque considerata una cosa di poco conto:
Nel 1943 il regime di Salazar adottò qualche misura limitata per intervenire a favore di alcuni ebrei portoghesi residenti nell'Europa occupata ed riuscì a salvarne un numero esiguo nella Francia di Vichy e nella Grecia settentrionale occupata dai tedeschi. Dopo aver fatto pressioni tramite Moisés Bensabat Amzalak, un lealista del regime ebraico, Salazar tentò, anche se senza successo, di intercedere presso il governo tedesco a nome della comunità sefardita portoghese nei Paesi Bassi occupati dalla Germania. Oltre alle missioni diplomatiche spagnole e svedesi, alla fine del 1944 anche la Legazione portoghese in Ungheria emise i documenti per circa 800 ebrei ungheresi.

### Spagna

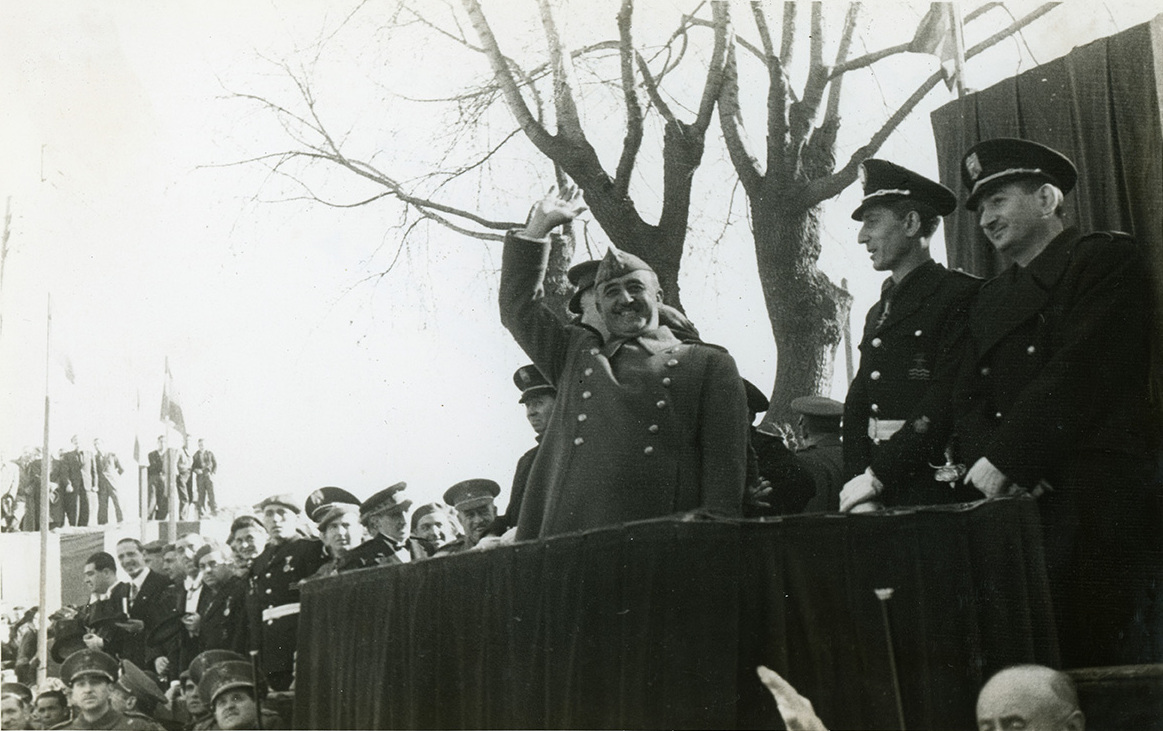
Il dittatore spagnolo Francisco Franco, raffigurato nel 1942, credeva in una "cospirazione ebraico-massonica-bolscevica".

Durante il conflitto la Spagna franchista rimase neutrale, ma mantenne stretti legami economici e politici con la Germania nazista. Fu governata per tutto il periodo dal regime di Francisco Franco, salito al potere con il sostegno tedesco e italiano durante la guerra civile spagnola (1936-1939). Paul Preston scrive che "una delle convinzioni centrali di Franco era la 'cospirazione ebraico-massonica-bolscevica'. Era convinto che l'ebraismo fosse l'alleato sia del capitalismo americano che del comunismo russo".
I servizi religiosi ebraici pubblici, come i loro equivalenti protestanti, erano stati proibiti sin dalla guerra civile. José Finat e Escrivá de Romaní, il Direttore della Sicurezza, ordinò la compilazione di un elenco di ebrei e stranieri in Spagna nel maggio 1941. Lo stesso anno lo status di ebreo fu trascritto per la prima volta sui documenti d'identità.
Storicamente, la Spagna aveva tentato di estendere la sua influenza sugli ebrei sefarditi in altre regioni dell'Europa. Molti ebrei sefarditi che vivevano nell'Europa occupata dai tedeschi avevano la cittadinanza spagnola o lo status di protetto. Le autorità di occupazione tedesche emisero una serie di provvedimenti che imponevano agli stati neutrali di rimpatriare i loro cittadini ebrei, e il governo spagnolo alla fine accettò 300 ebrei spagnoli dalla Francia e 1.357 dalla Grecia, ma non intervenne a favore della maggior parte degli ebrei spagnoli nell'Europa occupata dai tedeschi.
Scrive Michael Alpert: "Salvare questi ebrei significherebbe dover accettare che hanno il diritto al rimpatrio, a vivere come residenti in Spagna, o almeno così sembra si sia temuto a Madrid. Mentre, da un lato, il regime spagnolo, come sempre incoerentemente, ha impartito istruzioni ai suoi rappresentanti di cercare di impedire la deportazione degli ebrei, dall'altro, il Ministero degli Affari Esteri di Madrid ha permesso ai nazisti e al governo fantoccio di Vichy di applicare le norme antiebraiche contro le persone che la Spagna avrebbe dovuto proteggere". Inoltre, le autorità spagnole consentirono a 20.000-35.000 ebrei di viaggiare attraverso il territorio spagnolo con i visti di transito francesi.
Ángel Sanz Briz, un diplomatico spagnolo, protesse diverse centinaia di ebrei in Ungheria nel 1944. Dopo che gli fu ordinato di ritirarsi dal paese prima dell'avanzata dell'Armata Rossa, incoraggiò Giorgio Perlasca, un uomo d'affari italiano, a fingersi console spagnolo e continuare le sue attività. In questo modo si pensa che siano stati salvati 3.500 ebrei. Stanley G. Payne ha descritto le azioni di Sanz Briz come "un notevole risultato umanitario di gran lunga il più eccezionale di chiunque altro nel governo spagnolo durante la seconda guerra mondiale", ma ha affermato che "avrebbe potuto ottenere ancora di più se avesse ricevuto maggiore assistenza da Madrid".
All'indomani della guerra "un mito è stato accuratamente costruito per affermare che il regime franchista aveva salvato molti ebrei dallo sterminio" come mezzo per deviare le critiche straniere dalle accuse di collaborazione attiva tra il regime franchista e quello nazista.

### Svezia
La Svezia rimase neutrale per tutto il conflitto, ma mantenne stretti legami economici con la Germania nazista. Le forze tedesche invasero e occuparono la Norvegia e la Danimarca nell'aprile 1940, mentre la Finlandia stipulò un'alleanza de facto con la Germania nazista dal 1941, il che convolse la Svezia nella sfera di influenza dell'Asse, e i soldati tedeschi potevano persino viaggiare attraverso il suo territorio dalla Norvegia occupata fino al 1943. Di per sé la Svezia aveva solo una piccola popolazione ebraica e negli anni tra le due guerre aveva adottato politiche di immigrazione stringenti, per cui prima della guerra il paese aveva accolto pochi rifugiati ebrei. La società svedese restò altamente conservatrice e introspettiva, sebbene l'antisemitismo fosse rimasto un aspetto marginale della politica nazionale.
In alcuni ambienti ci fu una certa simpatia per gli obiettivi della guerra nazista e per l'anticomunismo, nonché per le teorie razziali naziste che si sovrapposero al nordicismo. Diverse centinaia di cittadini svedesi si offrirono volontari per prestare servizio nelle Waffen-SS e alcuni avrebbero anche prestato servizio come guardie nel campo di sterminio di Treblinka.
Il ministero degli Affari esteri fu informato della politica di sterminio in atto. In una discussione casuale in treno, il diplomatico svedese Göran von Otter fu informato dello sterminio degli ebrei nel campo di Belzec da un ufficiale delle SS nell'agosto 1942. Riferì le informazioni al ministero nella speranza che condannasse pubblicamente le atrocità, ma non fu intrapresa alcuna azione.
Lo storico Paul A. Levine scrive: «I funzionari svedesi, e di fatto gran parte del pubblico dei lettori di quotidiani, avevano altrettante o più informazioni su molti dettagli della "Soluzione finale" rispetto alle loro controparti in altri paesi neutrali o alleati». Sebbene la copertura variasse a seconda del giornale, sulla stampa svedese ci fu una larga diffusione dei rapporti sullo sterminio degli ebrei nell'Europa occupata dai tedeschi per gran parte del periodo successivo.

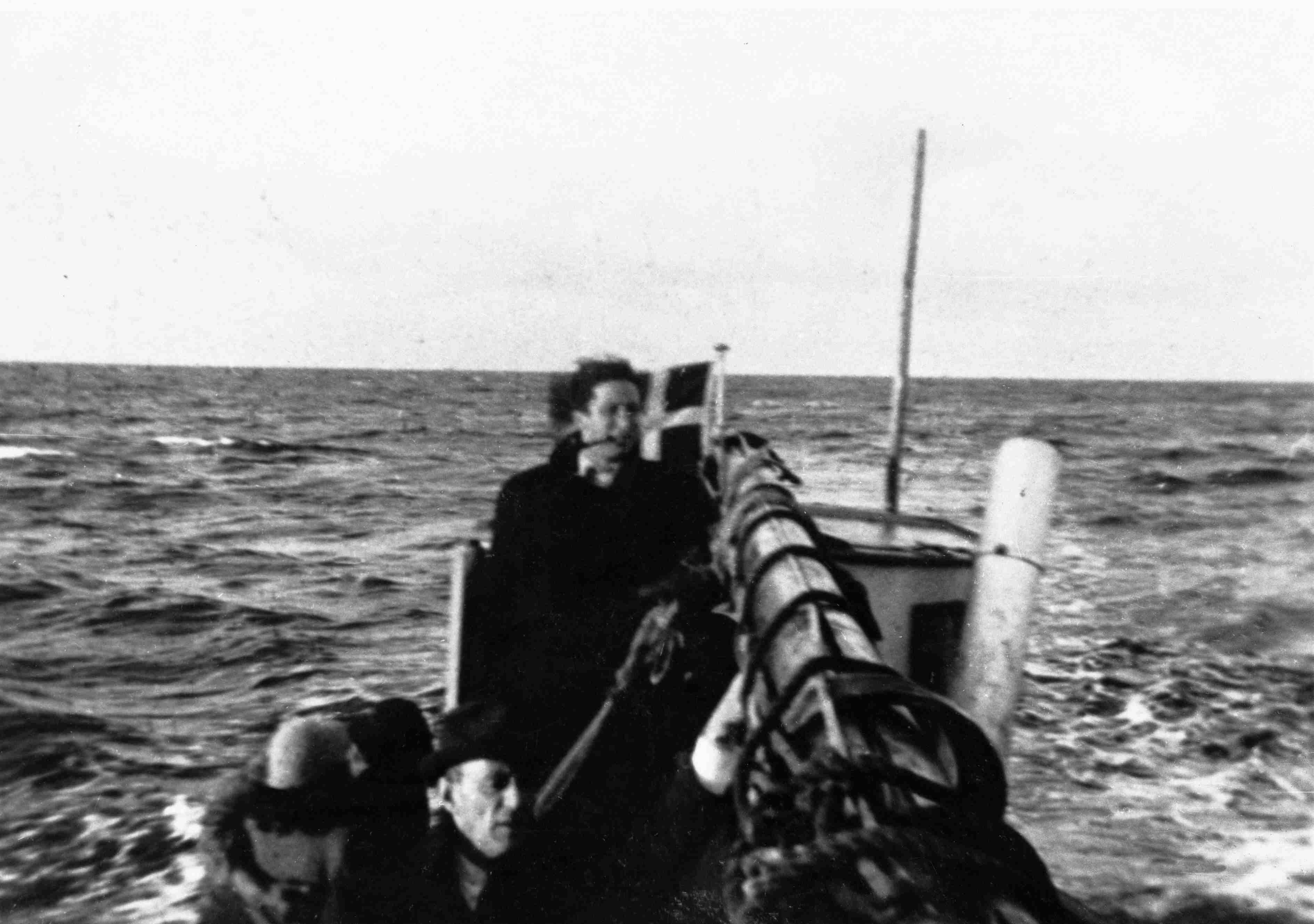
Ebrei danesi evacuati in Svezia dalla Resistenza danese. Dopo diversi anni di inerzia, il governo svedese fu coinvolto negli sforzi per assistere gli ebrei nell'Europa occupata dai tedeschi negli ultimi anni dell'Olocausto.

Le autorità della Norvegia occupata dai tedeschi iniziarono una serie di operazioni nell'ottobre 1942 per radunare la piccola popolazione ebraica del paese, stimata in circa 2.000 persone. La notizia fu riportata dalla stampa svedese, ma il ministero degli Affari esteri fu "piuttosto lento a rendersi conto di cosa stesse succedendo".
La maggior parte degli ebrei norvegesi furono arrestati nei primi rastrellamenti, ma la resistenza norvegese riuscì a far attraversare a circa 1.100 ebrei il confine con la Svezia nell'ambito del cosiddetto "Trasporto Carl Fredriksens". Successivamente l'atteggiamento dei funzionari svedesi iniziò a cambiare. Dopo che è trapelata la notizia dell'imminente arresto di ebrei danesi, la resistenza danese ne evacuò con successo 8.000 in Svezia, con l'approvazione del governo svedese, tra ottobre e novembre 1943.
Dopo la pressione statunitense, il governo svedese inviò anche una missione diplomatica in Ungheria nel luglio 1944 per cercare di intercedere in favore degli ebrei ungheresi. Raoul Wallenberg alla fine rilasciò diverse centinaia di visti e 10.000 lasciapassare con l'aiuto dell'incaricato d'affari svedese a Budapest Per Anger, ma fu arrestato dopo che le forze sovietiche occuparono Budapest; si pensa che sia stato giustiziato.
Negli ultimi mesi della guerra la Croce Rossa svedese riuscì a evacuare dai campi di concentramento tedeschi, con i cosiddetti autobus bianchi, un numero consistente di prigionieri politici, tra cui alcuni ebrei danesi internati nel ghetto di Theresienstadt.
Nel dopoguerra il governo svedese pose l'accento sulle sue azioni umanitarie finalizzate a salvare gli ebrei per deviare le critiche alle sue relazioni economiche e politiche con la Germania nazista. La storica Ingrid Lomfors afferma che questa politica "gettò il seme che fece nascere l'immagine della Svezia come 'superpotenza umanitaria'" nell'Europa del dopoguerra e il suo importante coinvolgimento nelle Nazioni Unite. L'ex primo ministro svedese Göran Persson fondò l'International Holocaust Remembrance Alliance nel 1998.

### Svizzera
(Raul Hilberg)
Tra i cinque paesi neutrali dell'Europa continentale la Svizzera si distinse per essere l'unico ad aver promulgato una legge antisemita tedesca. (Escludendo i microstati europei, erano neutrali Portogallo, Spagna, Svezia, Svizzera e Turchia). Il paese chiuse il confine francese ai rifugiati dal 13 agosto 1942 e non consentì l'accesso agli ebrei fino al 12 luglio 1944. Nel 1942 il presidente della Confederazione Svizzera Philipp Etter, come membro del CICR con sede a Ginevra, persuase persino lo stesso comitato a non emettere un proclama di condanna riguardo agli "attacchi" tedeschi a "certe categorie di nazionalità".

### Turchia
Nella seconda guerra mondiale la Turchia fu ufficialmente neutrale e mantenne le relazioni diplomatiche con la Germania nazista. Durante il conflitto denaturalizzò da 3.000 a 5.000 ebrei che vivevano all'estero; 2.200 - 2.500 ebrei turchi furono deportati nei campi di sterminio come Auschwitz e Sobibor; diverse altre centinaia furono internati nei campi di concentramento nazisti. Quando la Germania nazista incoraggiò i paesi neutrali a rimpatriare i loro cittadini ebrei, i diplomatici turchi ricevettero istruzioni di evitare di rimpatriarli anche nel caso avessero dimostrato la loro nazionalità turca.
La Turchia fu anche l'unico paese neutrale ad attuare le leggi antiebraiche durante la guerra. Tra il 1940 e il 1944 circa 13.000 ebrei passarono attraverso la Turchia dall'Europa in Palestina. Durante la guerra patirono le conseguenze delle politiche discriminatorie più ebrei turchi di quanti ne siano stati salvati dalla Turchia. Sebbene la Turchia abbia promosso l'idea di essere stata un paese salvatore degli ebrei durante l'Olocausto, gli storici lo considerano un mito. Lo stesso mito è stato usato anche per promuovere la negazione del genocidio armeno.

## Vaticano e Chiesa cattolica
Il pontificato di Pio XII coincise con la seconda guerra mondiale e l'Olocausto nazista. Pio XII impiegò la diplomazia per aiutare le vittime dei nazisti durante la guerra e, spingendo la Chiesa a fornire con discrezione un aiuto agli ebrei, salvò migliaia di vite. Mantenne i legami con la Resistenza tedesca e condivise le informazioni con gli Alleati. La sua fortissima condanna pubblica del genocidio fu tuttavia considerata inadeguata dalle potenze alleate, mentre dai nazisti era visto come un simpatizzante alleato che aveva disonorato la neutralità vaticana. A Roma fu intrapresa un'azione per salvare dalla deportazione molti ebrei italiani, incluso il ricovero di diverse centinaia di ebrei nelle catacombe della Basilica di San Pietro.
Nei discorsi di Natale del 1941 e del 1942 il pontefice fu incisivo sull'argomento ma non fece un riferimento esplicito ai nazisti. Incoraggiò i vescovi a denunciare il regime nazista e ad aprire le case religiose delle loro diocesi per nascondere gli ebrei. A Natale del 1942, emerse le prove del massacro degli ebrei, espresse la preoccupazione per l'assassinio di "centinaia di migliaia" di persone "ineccepibili" a causa della loro "nazionalità o razza". Tentò di bloccare le deportazioni naziste degli ebrei in vari paesi dal 1942 al 1944.
Quando 60.000 soldati tedeschi e la Gestapo occuparono Roma nel 1943, migliaia di ebrei si nascosero in chiese, conventi, rettorie, in Vaticano e nella residenza estiva papale. Secondo Joseph Lichten, il Vaticano fu chiamato dal Consiglio della Comunità Ebraica a Roma per aiutare a soddisfare la richiesta nazista di cento libbre d'oro. Il Consiglio era riuscito a mettere insieme settanta libbre, ma a meno che l'intero importo non fosse stato raccolto entro trentasei ore, sarebbero stati imprigionati trecento ebrei. Secondo il rabbino capo Zolli di Roma, il Papa accolse la richiesta. Nonostante il pagamento del riscatto, 2.091 ebrei furono comunque deportati il 16 ottobre 1943 e la maggior parte di loro morì in Germania.
Alla sua morte nel 1958, Pio XII fu elogiato con enfasi dal ministro degli Esteri israeliano e dagli altri leader mondiali. Ma il suo insistere sulla neutralità vaticana ed evitare di indicare i nazisti come i malvagi del conflitto diede fondamento alle critiche contemporanee e successive mosse da alcuni ambienti.

## Organizzazioni non governative

### Comitato Internazionale della Croce Rossa
Il Comitato Internazionale della Croce Rossa fece relativamente poco per salvare gli ebrei durante l'Olocausto e ignorò i rapporti sul genocidio nazista organizzato, come l'uccisione dei prigionieri ebrei polacchi a Lublino. La Croce Rossa giustificò la sua inerzia sostenendo che aiutare i prigionieri ebrei avrebbe pregiudicato la sua capacità di aiutare gli altri prigionieri di guerra alleati. Affermò, inoltre, che se si fosse imposta per migliorare la situazione degli ebrei europei, la neutralità della Svizzera, dove aveva sede la Croce Rossa Internazionale, sarebbe stata compromessa.
Oggi la Croce Rossa riconosce la sua passività durante l'Olocausto e si è scusata per questo.

## Questione ebraica a conferenze internazionali

### Conferenza di Évian
La Conferenza di Évian fu convocata su iniziativa di Franklin D. Roosevelt nel luglio 1938 per discutere il problema dei rifugiati ebrei. Per dieci giorni, dal 6 al 15 luglio, i delegati di trentadue paesi si sono incontrati a Évian-les-Bains, in Francia. Tuttavia, la maggior parte dei paesi occidentali fu riluttante ad accettare i rifugiati ebrei e la questione non fu risolta. La Repubblica Dominicana fu l'unico paese disposto ad accettare i rifugiati ebrei, fino a 100.000 persone.

### Conferenza delle Bermuda
Il Regno Unito e gli Stati Uniti si incontrarono alle Bermuda nell'aprile 1943 per discutere la questione dei rifugiati ebrei che erano stati liberati dalle forze alleate e degli ebrei rimasti nell'Europa occupata dai nazisti. La Conferenza delle Bermuda non ha portato a alcun cambiamento nella politica; gli americani non avrebbero cambiato le loro quote di immigrazione per accettare i rifugiati e gli inglesi non avrebbero modificato la loro politica di immigrazione per consentire loro di entrare in Palestina.
Il fallimento della Conferenza delle Bermuda spinse il Segretario al Tesoro degli Stati Uniti Henry Morgenthau, l'unico membro ebreo del gabinetto di Franklin D. Roosevelt, a pubblicare un white paper intitolato "Rapporto al Segretario sull'acquisizione di questo governo nell'assassinio degli ebrei". Ciò ha portato alla creazione di una nuova agenzia, il Consiglio per i rifugiati di guerra.

## Giappone e sud-est asiatico occupato dai giapponesi
Nel 1936 fu stipulato il patto tedesco-giapponese tra la Germania nazista e il Giappone. Il 6 dicembre 1938, il governo giapponese decise di vietare l'espulsione degli ebrei in Giappone, nel Manciukuò e nel resto della Cina occupata dai giapponesi. Il 31 dicembre, il ministro degli Esteri Yosuke Matsuoka disse all'esercito e alla marina giapponese di accogliere i rifugiati ebrei dalla Germania nazista. Il diplomatico Chiune Sugihara ha concesso più di 2.000 visti di transito e ha salvato 6.000 rifugiati ebrei dalla Lituania.

## Risposta dopo l'Olocausto

### Processi di Norimberga
La risposta internazionale ai crimini di guerra della seconda guerra mondiale e dell'Olocausto si concretizzò con l'istituzione del tribunale internazionale di Norimberga. Tre grandi potenze in tempo di guerra, USA, URSS e Gran Bretagna, decisero di punire i responsabili. I processi misero in primo piano i diritti umani nel dominio della politica globale, ridefinendo la moralità a livello globale e dando un valore politico al concetto di crimini contro l'umanità, in cui gli individui piuttosto che i governi sono stati ritenuti responsabili dei crimini di guerra.

### Genocidio
Verso la fine della seconda guerra mondiale, Raphael Lemkin, un avvocato di origine polacca-ebraica, perseguì aggressivamente nelle sale delle Nazioni Unite e del governo degli Stati Uniti il riconoscimento del genocidio come crimine. In gran parte grazie ai suoi sforzi e al sostegno della sua lobby, le Nazioni Unite sono state spinte all'azione. In risposta alle argomentazioni di Lemkin, le Nazioni Unite hanno adottato il termine nel 1948 quando fu approvata la "Prevenzione e punizione del crimine di genocidio".

### Dichiarazione Universale dei Diritti Umani
È diffuso il pensiero secondo cui lo sterminio degli ebrei durante l'Olocausto abbia ispirato l'adozione della Dichiarazione universale dei diritti umani da parte dell'Assemblea generale delle Nazioni Unite nel 1948. Questo punto di vista è stato messo in discussione da alcuni storici recenti. Uno studio ha mostrato che il massacro nazista degli ebrei non è stato del tutto menzionato durante la stesura della Dichiarazione universale alle Nazioni Unite, sebbene coloro che sono coinvolti nei negoziati non abbiano esitato a citare molti altri esempi di violazioni dei diritti umani nazisti. Altri storici hanno ribattuto che l'attivismo per i diritti umani del delegato René Cassindi, Premio Nobel per la Pace nel 1968 per il suo lavoro sulla Dichiarazione Universale, è stato motivato in parte dalla morte di molti suoi parenti ebrei nell'Olocausto e dal suo coinvolgimento in organizzazioni ebraiche che fornivano aiuto ai sopravvissuti all'Olocausto.

### Approfondimenti
- Bernard Wasserstein, Britain and the Jews of Europe, 1939-1945, 2nd, London, Leicester University Press, 1999, ISBN 978-0718501587.